# Portoricona adjunta
Portoricona adjunta är en mångfotingart som beskrevs av Chamberlin 1950. Portoricona adjunta ingår i släktet Portoricona och familjen storjordkrypare.
Artens utbredningsområde är Puerto Rico. Inga underarter finns listade i Catalogue of Life.